# 브리지스톤 아레나
브리지스톤 아레나(영어: Bridgestone Arena)는 미국 테네시주 내슈빌에 위치한 실내 경기장이다. NHL 내슈빌 프레더터스의 홈경기장으로 사용되고 있다.
| NHL 올스타전 개최 경기장 |                          |                 |
| 2015년                   | 2016년 브리지스톤 아레나 | 2017년          |
| 네이션와이드 아레나      | 2016년 브리지스톤 아레나 | 스테이플스 센터 |
|                          |                          |                 |
|                          |                          |                 |